# Balachan Kandi
Balachan Kandi (pers. بالاخان كندي) – wieś w Iranie, w ostanie Ardabil. W 2006 roku  liczyła 45 mieszkańców w 7 rodzinach.